# Жизнь (фильм, 2024)
«Жизнь» (нем. Sterben, буквальный перевод — «Смерть», «Умирание») — художественный фильм немецкого режиссёра Маттиаса Гласнера с Ларсом Айдингером и Лилит Штангенберг в главных ролях. Его премьера состоялась в феврале 2024 года в рамках основной программы 74-го Берлинского кинофестиваля. Картина была удостоена Серебряного медведя за лучший сценарий.

## Сюжет
В центре сюжета — история одной семьи. 70-летняя Лиззи начинает одинокую жизнь после того, как её муж, страдающий деменцией, отправляется в дом престарелых. Сын Лиззи Том — дирижёр, который совместно с другом Бернардом начинает работу над новой композицией под названием «Смерть». Оба переживают проблемы в личной жизни, у сестры Тома Эллен, страдающей пристрастием к алкоголю, начинается роман со стоматологом Себастианом.

## В ролях
- Ларс Айдингер
- Лилит Штангенберг

## Премьера и восприятие
Премьера картины состоялась в феврале 2024 года в рамках основной программы 74-го Берлинского кинофестиваля. «Умирание» было доброжелательно встречено критиками и получило Серебряного медведя за лучший сценарий.
Российский кинокритик Андрей Плахов охарактеризовал стиль «Умирания» как «сентиментальный реализм». Ларс Айдингер в этом фильме, по словам Плахова, «способен растопить зрительские сердца».